# Greta Gonda
Greta Gonda, pseudonimo di Margarethe Tomicek Mondshein (Vienna, 10 giugno 1917 – Roma, 11 dicembre 1974), è stata un'attrice austriaca.

## Biografia
Studentessa dei corsi di arte drammatica presso la scuola di cinema della sua città natale, ben presto preferisce dedicarsi al canto e agli spettacoli di varietà e all'operetta.
Arrivata in Italia, alla metà degli anni trenta viene scritturata da Erminio Macario come ballerina di fila, ma dopo poco tempo diventerà la soubrette degli spettacoli del comico torinese accanto a Wanda Osiris.
Successivamente lavora con Nino Taranto, sino a quando il regista Mario Mattoli la sceglierà per il suo primo film: Imputato, alzatevi!, del 1939, accanto a Macario.
Alla fine della guerra tornerà sul palcoscenico per interpretare parti drammatiche accanto a Giulio Stival, Carlo Tamberlani e Manlio Guardabassi che successivamente diverrà suo marito e con cui lavorerà in una lunga serie di lavori teatrali.
Verso la metà degli anni sessanta si ritira per dedicarsi alla scultura.
Muore a Roma nel 1974.

## Filmografia
- Imputato, alzatevi!, regia di Mario Mattoli (1939)
- Lo vedi come sei... lo vedi come sei?, regia di Mario Mattoli (1939)
- Il carnevale di Venezia, regia di Giacomo Gentilomo (1939)
- Eravamo sette sorelle, regia di Mario Mattoli (1939)
- Tutto per la donna, regia di Mario Soldati (1940)
- Antonio Meucci, regia di Enrico Guazzoni (1940)
- Don Pasquale, regia di Camillo Mastrocinque (1940)
- Barbablù, regia di Carlo Ludovico Bragaglia (1941)
- Con le donne non si scherza, regia di Giorgio Simonelli (1941)
- I pirati della Malesia, regia di Enrico Guazzoni (1941)
- La regina di Navarra, regia di Carmine Gallone (1942)
- La morte civile, regia di Ferdinando Maria Poggioli (1942)
- Rossini, regia di Mario Bonnard (1942)
- Il nostro prossimo, regia di Gherardo Gherardi (1943)
- Harlem, regia di Carmine Gallone (1943)
- Il diavolo va in collegio, regia di Jean Boyer (1944)
- L'amante del male, regia di Roberto Bianchi Montero (1946)
- Voglio bene soltanto a te!, regia di Giuseppe Fatigati (1947)
- 11 uomini e un pallone, regia di Giorgio Simonelli (1948)
- Sono io l'assassino, regia di Roberto Bianchi Montero (1948)
- Messalina, regia di Carmine Gallone (1951)
- Parigi, o cara, regia di Vittorio Caprioli (1962)

### Doppiatrici
- Giovanna Scotto in Don Pasquale, I pirati della Malesia, La morte civile, Rossini
- Tina Lattanzi in Voglio bene soltanto a te, 11 uomini e un pallone

## Prosa televisiva Rai
- Operazione Wiesenthal, regia di Vittorio Cottafavi (1967)